# Edward McMillan-Scott

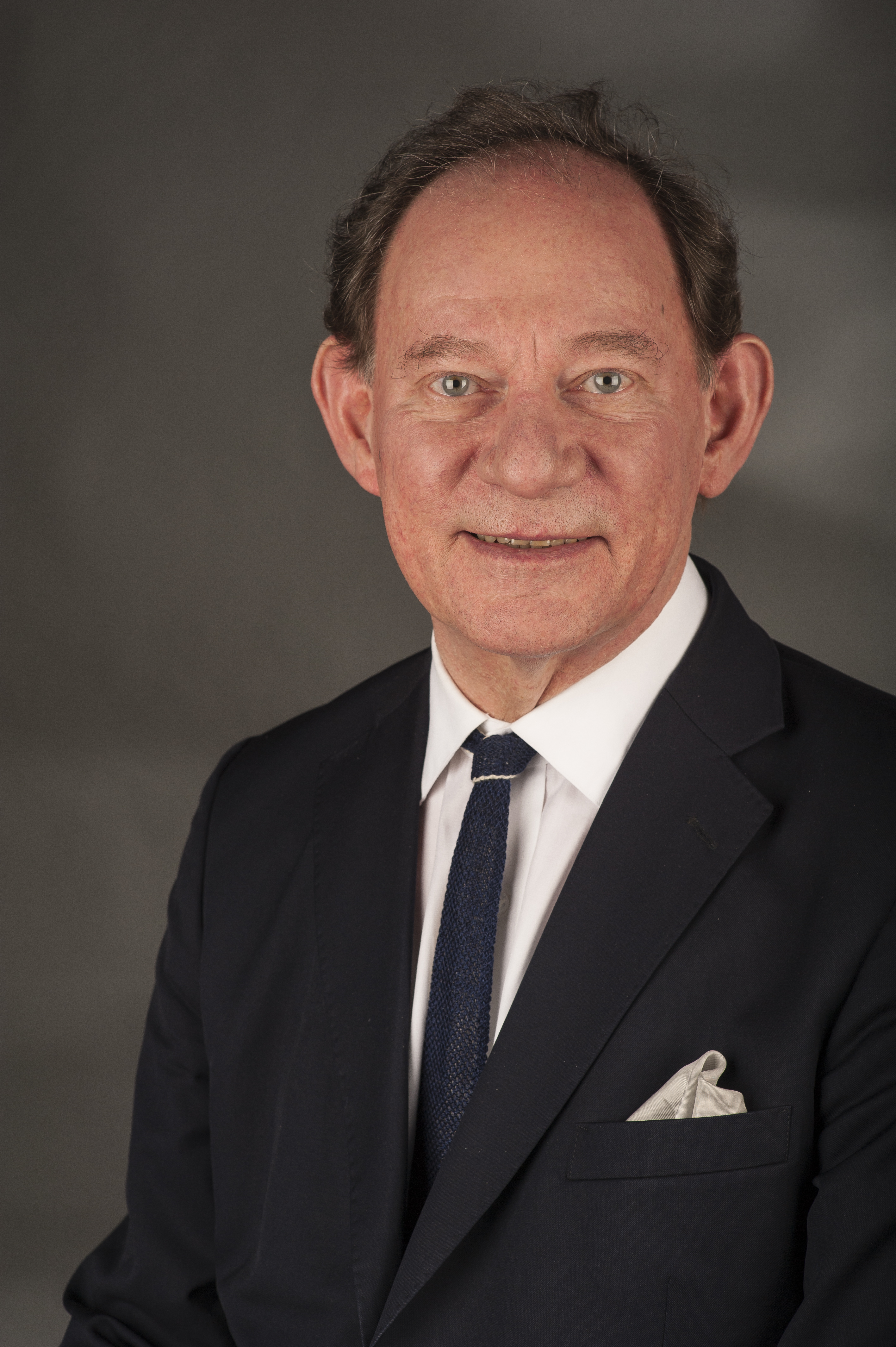
Edward McMillan-Scott

Edward Hugh Christian McMillan-Scott (* 15. August 1949 in Cambridge) ist ein britischer Politiker der Liberal Democrats. Von 1984 bis zum 30. Juni 2014 war er Mitglied des Europäischen Parlaments. Vor seinem Parteiwechsel am 12. März 2010 war McMillan-Scott Mitglied der Conservative Party.
McMillan-Scott war Mitglied des Europäischen Parlaments (MEP) für den Wahlkreis Yorkshire und Humber. Er wurde viermal (2004 bis 2014) zum Vizepräsidenten des Europäischen Parlaments gewählt: Sein Hauptportfolio waren Menschenrechte und Demokratie. 1984 wurde er zum ersten Mal als Mitglied des Europäischen Parlaments gewählt. McMillan-Scott war ein Konservativer bis zu seinem Protest über den Wechsel der Konservativen nach der Europawahl 2009, von der mehrheitlich zentristischen Europäischen Volkspartei (EVP) zu der umstrittenen, euroskeptischen Parlamentariergruppe, den Europäischen Konservativen und Reformer. Nach seiner Tätigkeit als unabhängiger Abgeordneter des Europäischen Parlaments, trat er im März 2010 den Liberaldemokraten bei. Am 22. November 2014 wurde er auf der Hauptversammlung in London zum Patron der einzigen pro-europäischen Mitgliedsorganisation Großbritanniens, der parteiunabhängigen Europäische Bewegung International, gewählt.
Im Mai 2017 wurde McMillan-Scott während der „snap“ Generalwahl für die Liberaldemokraten eingeladen, sich für den Parlamentssitz in West Worcestershire einzusetzen. Seine Heimat liegt in der Nähe von Pershore, Worcestershire, wo seine Familie im 18. Jahrhundert aus Yorkshire hingezogen war.
McMillan-Scott war 1997 bis 2001 Vorsitzender der konservativen Abgeordneten des Europäischen Parlaments. Bei der Europawahl im Vereinigten Königreich 2009 wurde er erneut an die Spitze der regionalen Liste von Yorkshire & Humber gewählt. McMillan-Scott ist Pro-Europäer. Nachdem David Cameron beschlossen hatte, die konservativen Europaabgeordneten aus der mittig ansässigen Europäischen Volkspartei zurückzuziehen, um die Fraktion der Europäischen Konservativen und Reformer zu bilden, wandte sich McMillan-Scott dagegen. Als die Zusammensetzung der neuen Europäischen Konservativen und Reformer von Cameron nach den Europawahlen 2009 bekannt gegeben wurde, protestierte McMillan-Scott. Die neue Gruppe wurde von Nick Clegg, dem Führer der Liberaldemokratischen Partei, als „ein Haufen Spinner, Homophobier, Antisemiten und Verweigerer des Klimawandels“ beschrieben. McMillan-Scott stand erfolgreich als unabhängiger Vizepräsident gegen den Nominierten der Europäischen Konservativen und Reformer, den polnischen Europaabgeordneten Michał Kamiński. McMillan-Scott kritisierte Kamińskis angebliche frühere Verbindungen zum Extremismus, was unter anderem vom Daily Telegraph bestätigt wurde. McMillan-Scott ist der einzige Vizepräsident, der ohne offizielle Parteikandidatur gewählt worden ist.
Im März 2010 schloss sich McMillan-Scott den Liberaldemokraten an, mit denen er eng in Demokratie- und Menschenrechtsfragen zusammengearbeitet hatte. Im Mai 2010 wurde er Mitglied der Fraktion der Allianz der Liberalen und Demokraten für Europa (ALDE) im Europäischen Parlament. McMillan-Scott nahm den Platz des ALDE-Vizepräsidenten des Europäischen Parlaments ein. Im Januar 2012 wurde er zum vierten Mal zum Vizepräsidenten wiedergewählt. McMillan-Scott erhielt erneut das Ressort für Demokratie und Menschenrechte sowie zusätzlich den Sacharow-Preis des Netzwerkes, der den jährlichen Preis des Parlaments für Meinungsfreiheit und Verantwortung für die transatlantischen Beziehungen unterstützt. Bei der Europawahl im Vereinigten Königreich 2014 verlor er seinen Sitz als Abgeordneter des Europäischen Parlaments bei einer Wahl, die landesweit für die UK Independence Party Gewinne erzielte, und die Liberal Democrats kamen an die fünfte Stelle und verloren, bis auf einen, alle ihre Sitze.
Bei der britischen Unterhauswahl 2015 wurde er vom Hauptquartier der Liberalen Demokraten gebeten, nominell als Kandidat für den Parlamentssitz von Normanton, Pontefract und Castleford in Yorkshire zu kandidieren. Der Sitz wurde von der Kandidatin der Labour Party, Yvette Cooper MP, mit einer Mehrheit von 15.428 Stimmen beibehalten.

## Leben
McMillan-Scott wurde am 15. August 1949 in Cambridge, England geboren. Er war eins von sieben Kindern des verstorbenen Architekten Walter und der verstorbenen Elisabeth McMillan-Scott, geb. Hudson. Er besuchte eine Privatschule der Dominikaner. McMillan-Scott arbeitete mehrere Jahre als Reiseveranstalter einer US-Firma auf dem gesamten Kontinent, der UdSSR und Afrika. McMillan-Scott spricht Französisch, Italienisch, etwas Deutsch und Spanisch. Ab 1973 war er im Bereich Public Affairs (Öffentlichkeitsarbeit) tätig und 1982 gründete er seine eigene Beratungsagentur in Westminster. Zu seinen Kunden zählte die Regierung der Falklandinseln.
McMillan-Scott heiratete 1972 Henrietta, Anwältin für Kinderrechte. Sie haben zwei Töchter, Lucinda, geboren 1973, und Arabella, geboren 1976.

## Politische Laufbahn
McMillan-Scott trat 1967 der Conservative Party bei, der auch seine beiden Eltern angehört hatten. Ab 1968 arbeitete er als Reiseveranstalter, ab 1977 als Politikberater, und trat 1973 der Europäischen Bewegung bei. Er war einer der regionalen Koordinatoren für die Ja-zu-Europa-Kampagne im Referendum über die Mitgliedschaft des Landes in der Europäischen Wirtschaftsgemeinschaft EWG-Mitgliedschaftsreferendum im Vereinigten Königreich 1975.
Im folgenden Jahr wurde er bei der Europawahl 1984 erstmals ins Europäische Parlament gewählt, dem er seither durchgehend angehörte. 1998–2001 war er Leiter der Delegation der Conservative Party im Parlament. Nach der Europawahl 2004 wurde er von der EVP-ED-Fraktion, der die Conservative Party zu dieser Zeit angehörte, als einer de vierzehn Vizepräsidenten des Parlaments nominiert und gewählt. Als solcher war er vor allem für die Beziehungen mit den nationalen Parlamenten und mit der Euromediterranen Parlamentarischen Versammlung zuständig. Von 2005 bis 2006 war er Leiter der Wahlbeobachterdelegation des Europaparlaments in Palästina, die dort die Präsidentschafts- und Parlamentswahl überwachten.
Bei seiner Tätigkeit im Parlament fiel McMillan-Scott durch seine Teilnahme an verschiedenen Kampagnen auf. 1992 gründete er die European Democracy Initiative, die die Demokratie und Zivilgesellschaft in den ehemaligen Ostblock-Staaten fördern sollte und sich später der arabischen Welt und anderen Staaten wie China, Kuba und Russland zuwandte. McMillan-Scott gehört auch dem Internationalen Komitee für Demokratie in Kuba an.

## Europäisches Parlament
McMillan-Scott wurde von 1984 bis 1994 als Europaabgeordneter für York gewählt, von 1994 bis 1999 als Abgeordneter des Europäischen Parlaments für North Yorkshire, und von 1999 bis 2014 als Abgeordneter des Europäischen Parlaments für Yorkshire und Humber.

## Rollen und Verantwortungen
McMillan-Scott war von September 1997 bis Dezember 2001 Vorsitzender der britischen konservativen Abgeordneten des Europäischen Parlaments und besuchte das Schattenkabinett über europäische Themen. Am 23. Juli 2004 wurde er zum Vierten der 14 Vize-Präsidenten des Europäischen Parlaments gewählt. McMillan-Scott wurde 2007, 2009 und 2012 als Vizepräsident wiedergewählt. Zu McMillan-Scotts besonderen Aufgaben als Vizepräsident gehörten die Beziehungen zu den nationalen EU-Parlamenten und der Parlamentarischen Versammlung des Europa-Mittelmeerraumes, in der 280 Abgeordnete aus der Europäischen Union, Nordafrika und dem Nahen Osten vertreten sind. Nach seiner Wiederwahl zum Vizepräsidenten im Jahr 2009, war er zuständig für Demokratie und Menschenrechte, für die Beziehungen zu den nationalen Parlamenten und für den Vorsitz des Prüfungsausschusses des Europäischen Parlaments. Nach seiner Wiederwahl im Jahr 2012 setzte McMillan-Scott sein Engagement für Demokratie und Menschenrechte, das Sacharow-Preis-Netzwerk und die transatlantischen Beziehungen fort.
McMillan-Scott gründete das regelmäßige Forum zwischen dem Menschenrechts- und Demokratie-Netzwerk, mehr als 40 in Brüssel ansässigen Nichtregierungsorganisationen, und dem Europäischen Parlament, dessen Ziel es ist, die Aufmerksamkeit der EU auf diese Themen zu lenken.
McMillan-Scott gehörte der Überwachungsgruppe an, die alle Aktivitäten des Europäischen Parlaments im Bereich Demokratie und Menschenrechte, einschließlich der Wahlen, beobachtet. Seit 1990 nahm er an zahlreichen Missionen teil. Im Januar 2005 und 2006 wurde McMillan-Scott zum Vorsitzenden der bisher größten Wahlbeobachtermissionen des Europäischen Parlaments im Palästinensischen Autonomiegebiet gewählt; 30 Abgeordnete des Europäischen Parlaments. Diese Beobachter überwachten die Präsidentschafts- und Parlamentswahlen der Palästinensischen Autonomiebehörde.

## Auszeichnungen und Preise

### Ehrenmedaille
McMillan-Scott wurde im September 2013 von dem in Venedig ansässigen Europäischen Inter-Universitätszentrum für Menschenrechte und Demokratisierung, bestehend aus 41 Universitäten, mit der Ehrenmedaille „in Anerkennung seiner nachhaltigen Bemühungen, um die Förderung und den Schutz der Menschenrechte“ ausgezeichnet. Bisherige Gewinner sind Mary Robinson, ehemalige UN-Hochkommissarin für Menschenrechte, und Manfred Nowak, ehemaliger UN-Sonderberichterstatter für Folter.

### Hervorragende Beiträge
Am 25. September erhielt McMillan-Scott die höchste Auszeichnung für „Hervorragende Beiträge“ bei den MdEP-Auszeichnungen 2012 des Parlamentsmagazins, Brüssels Schwesterpublikation des Westminster-Haus-Magazins. In dem Zitat wurde auf seine Errungenschaften in den Bereichen Demokratie und Menschenrechten hingewiesen, insbesondere auf seine aktive Beteiligung beim Arabischen Frühling, sowie auf seine Führungsrolle bei der Kampagne für den Single Seat (Einzelsitz), mit der er die monatliche Reise der Europaabgeordneten von ihrem Sitz in Brüssel zu ihrem offiziellen Sitz in Straßburg beenden wollte.

## Kampagnen

### Demokratie und Menschenrechte
Nach dem Fall der Berliner Mauer gründete McMillan-Scott das Europäische Instrument für Demokratie und Menschenrechte, um die Entwicklung von Demokratie und Zivilgesellschaft in den Ländern des ehemaligen Sowjetblocks zu fördern, was an die reformierende Arabische Welt und an Länder gerichtet ist, die sich gegen Reformen wehren, wie China, Kuba und Russland. Das Instrument stellt denjenigen, die sich für Menschenrechte und Demokratie einsetzen, 150 € Millionen zur Verfügung, oft ohne Zustimmung des Aufnahmelandes.
Als häufiger Besucher der Länder des ehemaligen Sowjetblocks und seiner Satelliten, nach seiner Wahl 1984, wo er Kontakte zu Dissidenten hatte, wurde McMillan-Scott 1972 in Leningrad (heute St. Petersburg) verhaftet und mit einer Geldstrafe belegt, weil er als Reiseleiter ehemalige religiöse Institutionen besuchte. McMillan-Scott war bei dem im Oktober 1993 von Kommunisten der alten Garde gegen Präsident Boris Nikolajewitsch Jelzin verübten Putschversuches anwesend und war der einzige außenstehende Politiker, der bei der Kundgebung „Anderes Russland“ von Garri Kasparow im Juli 2006 eine Rede hielt. Er war der erste Politiker, der gegen Ende der Regierungszeit von Slobodan Milošević Belgrad besuchte, wo er mehr als 30 reformistische und soziale Projekte überprüfte, die von dem Europäischen Instrument für Demokratie und Menschenrechte finanziert wurden.
Von 2004 bis 2012 war McMillan-Scott Vorsitzender des informellen, parteiübergreifenden Demokratieausschusses des Europäischen Parlaments, der für eine Europäische Stiftung für Demokratie und Menschenrechte kämpfte. Das Bestreben war, ein Äquivalent zu Washingtons Nationaler Stiftung für Demokratie zu haben, in der Nähe der EU zu arbeiten und um widerlegbar, sachkundig und flexibel zu sein. Die Europäische Stiftung für Demokratie wurde 2012 gegründet.
McMillan-Scott ist einer der führenden Kämpfer für Reformen in China. Nach seinem letzten Besuch in Peking im Mai 2006 wurden alle Dissidenten und ehemaligen politischen Häftlinge, mit denen er in Kontakt gekommen war, verhaftet, inhaftiert und teilweise gefoltert. Dazu zählten der christliche Menschenrechtsanwalt Gao Zhisheng und der Umweltaktivist Hu Jia. McMillan-Scott nominierte Hu Jia erfolgreich für den Sacharow-Preis für Meinungsfreiheit 2008, der jährlich vom Europäischen Parlament verliehen wird. McMillan-Scott hat zahlreiche Aktivitäten, Anhörungen und Entschließungen gesponsert, die sich auf Reformen in China konzentrierten. Im November 2010 traf er den dissidenten Künstler Ai Weiwei, Co-Designer des Nationalstadions Peking, der für McMillan-Scotts YouTube-Kanal eine hochkritische Serie von Kommentaren verfasste. Ai Weiwei wurde später einige Monate in Peking unter Hausarrest gestellt.
McMillan-Scott plädierte für die Aufrechterhaltung eines Straflosigkeitsindexes durch den Internationalen Strafgerichtshof auf der Grundlage des westdeutschen Salzgitter-Prozesses während des Kalten Krieges, in dem die Denunziationen von Verbrechen gegen die Menschlichkeit in totalitären Staaten, später zu Strafverfolgungen führen konnten. McMillan-Scott verfasste 1997 einen Schlüsselbericht für den Ausschuss für auswärtige Angelegenheiten des Europäischen Parlaments, für den er einst das dienstälteste Mitglied gewesen war, über eine neue EU-China-Strategie. Nach anschließenden Besuchen in China und vorolympischen Razzien, initiierte er eine Kampagne, die auf einen politischen Boykott der Olympischen Sommerspiele 2008 in Peking abzielte. Er tat dies für den Fall, dass die Präsidenten des Europäischen Parlaments und der Europäischen Kommission die Spiele boykottieren sollten, so wie der EU-Kommissar für auswärtige Angelegenheiten es tat.
McMillan-Scott war der erste Politiker, der nach einem dreijährigen Blackout, 1996 Tibet besuchte. Folglich setzte er sich für die Unabhängigkeit Tibets ein und nahm an zahlreichen Aktivitäten teil, um die Unterdrückung in Tibet hervorzuheben. Er und seine Mitarbeiter hielten Reden und nahmen an pro-demokratischen Aktivitäten mit tibetischen Exilanten teil.
Im Oktober 2006 besuchte McMillan-Scott Kuba, wo er mit den Sacharow-Preisträgern Damen in Weiß und dem verstorbenen Oswaldo Payá sowie anderen Dissidenten zusammentraf und sie seither zu einer Kampagne für politische Freiheiten ermutigte.

## Falun Gong

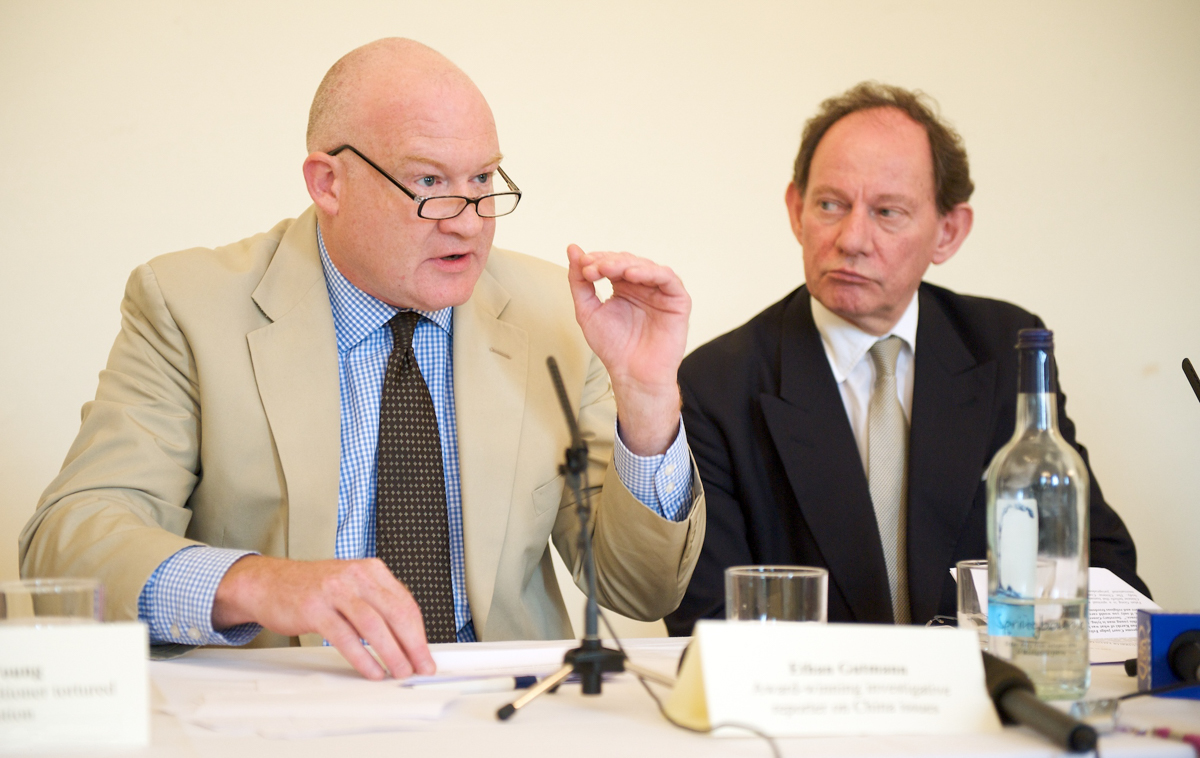
Edward McMillan-Scott und Ethan Gutmann in einer Pressekonferenz, 2009

Obwohl McMillan-Scott keinen religiösen Glauben hat, setzte er sich für Falun Gong ein. Falun Gong ist eine spirituelle Praxis, die seit 1999 von der chinesischen Regierung verfolgt wird. Im Jahr 2006 erklärte er: „Wir sprechen von Völkermord. Falun Gong wurde herausgegriffen. Deshalb müssen die Regierungen handeln und Druck auf die Vereinten Nationen ausüben, damit sie eine Untersuchung durchführen.“ McMillan-Scott sprach mit vielen ehemaligen Häftlingen und veröffentlichte Berichte über deren Misshandlungen.
McMillan-Scott kämpfte gegen die Organentnahme von Falun-Gong-Praktizierenden in China. Im Jahr 2012 sagte er: „Ich bin absolut davon überzeugt, dass seit 1999, über einen langen Zeitraum hinweg, Organentnahmen von Häftlingen stattfanden, besonders von Falun Gong.“ Ethan Gutmann befragte über 100 Zeugen und schätzte, dass 65.000 Falun-Gong-Praktizierende zwischen 2000 und 2008 für ihre Organe getötet wurden.

### Menschenrechtsverletzungen in China
Seit 1997 befasste sich McMillan-Scott mit europäisch-chinesischen Beziehungen. Als im März 2006 die Frau eines chinesischen Chirurgen die öffentliche Anschuldigung machte, dass in China in großem Ausmaß ein Organraub an Falun-Gong-Praktizierenden stattfinden würde, reiste McMillan-Scott vom 19. bis 21. Mai nach China, um eine Untersuchung der Menschenrechtsverletzungen in China und der Anschuldigungen des Organraubs vorzunehmen. Nach seiner Abreise aus China hielt McMillan-Scott eine Pressekonferenz in Hongkong ab und bestätigte, dass Chinas Führung nach wie vor „brutal und unmenschlich“ sei, „ein System, das willkürlich Verbrechen begeht“. In Bezug auf die Olympischen Sommerspiele 2008 in Peking forderte er: „Die Menschenrechtsorganisationen auf der ganzen Welt müssen ihre Kräfte zusammenschließen und sich auf Chinas kommunistisches Regime konzentrieren, denn immerhin ist es das größte und rigideste Regime, das derzeit noch auf der Welt existiert.“
Nach seiner Rückkehr veröffentlichte McMillan-Scott in seinem Bericht die auf Video aufgenommene Aussage eines Praktizierenden, seinem Reiseleiter Cao Dong, der ihm sagte, dass er vom Organraub wisse. Cao war mit seinem Freund und Mitpraktizierenden in einer Zelle eingesperrt gewesen. Eines Abends war dieser plötzlich verschwunden. Später sah er im Gefängniskrankenhaus dessen Leichnam mit Löchern an Körperstellen, an denen sich vorher Organe befunden hatten. McMillan-Scott veröffentlichte auch die Reaktion der chinesischen Regierung auf seine Kontakte mit Dissidenten: „Nachdem ich Peking verlassen hatte, wurde jede Person, mit der ich Kontakt gehabt hatte, verhaftet, inhaftiert und in einigen Fällen sogar gefoltert.“ McMillan hatte Cao seine Adresse gegeben, falls er Hilfe benötigen würde, dennoch wurde Cao zu fünf Jahren Gefängnis verurteilt, weil er mit dem Vizepräsidenten der Europäischen Union gesprochen hatte.
Auf diese Vorkommnisse reagierte McMillan-Scott mit: „Ich werde meine Kampagne für Reformen und Demokratie und die Menschenrechte in China fortsetzen, bis das Ziel erreicht ist.“ „Ich bin davon überzeugt, dass es ganz wichtig für die Menschen in der Welt ist zu verstehen, was in China tatsächlich vor sich geht – die Gefangenenlager, die Arbeitslager für Umerziehung, Kinderarbeit, Zwangsarbeit und Folter. Das ist das wirkliche China“, erklärte er. „Und das Schlimmste ist, dass sie sich eine Gruppe vollständig unschuldiger Menschen, die Falun Gong-Praktizierenden, ausgesucht haben und diese zu Tode foltern. Dem muss ein Ende gesetzt werden!“
Vor den Olympischen Sommerspielen in Peking 2008 rief McMillan-Scott erneut zum politischen Boykott aufgrund der Menschenrechtsverletzungen in China auf. Tatsächlich blieben daraufhin mehrere hochrangige Europapolitiker, unter anderem der Parlamentspräsident Hans-Gert Pöttering, der Kommissionspräsident José Manuel Barroso und die Außenkommissarin Benita Ferrero-Waldner, den Spielen fern.

## Kinderrechte in der EU
McMillan-Scott befasste sich mit Kinderrechten in der EU und setzte sich für eine europäische Verordnung für die Suche nach vermissten Kindern nach dem Vorbild des US-amerikanischen Amber Alert-Systems ein. Dabei arbeitete er auch mit den Eltern von Madeleine McCann zusammen, einem 2007 in Portugal verschwundenen britischen Mädchen. Im Sommer 2008 legte das Europäische Parlament einen Vorschlag für ein entsprechendes System vor, das in ähnlicher Form auch schon in verschiedenen europäischen Ländern existiert, jedoch noch nicht europaweit umgesetzt wurde. In den USA hat das Amber-Alarmsystem des Justizministeriums seit 2003 mehr als 500 entführte Kinder wiedergefunden, 80 % davon innerhalb der entscheidenden ersten 72 Stunden.
McMillan-Scott unterstützte die europäische Integration und im Jahr 2010 hat er das Manifest der Spinelli-Gruppe unterzeichnet.
McMillan-Scott gehört zu den 89 Personen aus der Europäischen Union, gegen die Russland im Mai 2015 ein Einreiseverbot verhängt hat.

## Nachhaltige Nahrungsmittel
Seit 2008 hat McMillan-Scott wegen der angenommenen Auswirkungen auf den Klimawandel kein Fleisch mehr gegessen und lud Sir Paul McCartney im Dezember 2009 gemeinsam mit Dr. Rajendra Pachauri, Vorsitzender des zwischenstaatlichen Ausschusses für Klimaänderungen, zu einer Konferenz mit dem Titel „Weniger Fleisch = weniger Hitze“ ein. McCartney wirbt für weniger Fleischkonsum in der Form von fleischfreien Montagen. Im Juni 2011 lud McMillan-Scott Hugh Fearnley-Whittingstall nach Brüssel ein, um die Aktivitäten des Gastronomen gegen Beifang zu internationalisieren. Am 3. Dezember 2013 startete McMillan-Scott den EU-Ernährungssinn: Ihr Recht auf das richtige Essen, eine Kampagne für eine nachhaltige Lebensmittelpolitik in der EU, um die gemeinsame Agrarpolitik zu ersetzen.

## Die arabische Welt
McMillan-Scott, ein Verwandter von T. E. Lawrence (aus Arabien), hat sich aufgrund des letztgenannten Vaters, Sir Thomas Chapman Bt, seit einem Besuch in Jordanien 1993 für Reformen in der gesamten arabischen Welt eingesetzt. McMillan-Scott verteidigte Ägyptens liberale al-Ghad-Partei von 2003 und erreichte die Freilassung ihres Führers Aiman Nur, der 2005 wegen seines Widerstandes gegen den ehemaligen Präsidenten Mubarak inhaftiert worden war. McMillan-Scott war der erste außenstehende Politiker, der am Ende der Revolution im Februar 2011 nach Kairo ging. In den folgenden Monaten besuchte er die Region einige Male. Im September 2012 war er gemeinsam mit dem Vorsitzenden der ALDE-Fraktion im Europäischen Parlament, Guy Verhofstadt, bei der Gründung der Arabischen Führer für Freiheit und Demokratie anwesend. An den Treffen nahmen unter anderem Aiman Nur, Amr Mussa und der libysche einstweilige Premier Mahmud Dschebril teil.

## Betrugsbekämpfung
1999 wurde McMillan-Scott von dem Whistleblower Paul van Buitenen wegen seiner Rolle beim Fall der Europäischen Kommission herausgestellt. Nachdem McMillan-Scott während des Europäischen Jahres des Tourismus 1990 in der EU-Kommission Betrug entdeckt hatte, setzte er sich für Reformen ein und verursachte, dass die belgische Betrugsabteilung 1995 die erste Razzia bei der Kommission durchführte. Nach einem Bericht eines Gremiums unabhängiger Sachverständiger wurden der Kommission später schwere Unregelmäßigkeiten, Vetternwirtschaft und Betrugsvorwürfe angelastet, die 1999 zum Rücktritt des Präsidenten Jacques Santer und all seiner Kommissare führten.
McMillan-Scotts Unterstützung einer Petition zur Bekämpfung von Betrug und Missbrauch des Ferienwohnrecht-Marktes fand breite Unterstützung und führte 1994 zur Ferienwohnrecht-Richtlinie der EU.

## Einzelsitz des Europäischen Parlaments in Brüssel
McMillan-Scott ist seit seiner Wahl 1984 Mitglied jeder Initiative, die darauf abzielt, die monatlichen viertägigen Sitzungen des Europäischen Parlaments in Straßburg zu beenden. Im Oktober 2010 setzte er die Brüssel-Straßburg-Studiengruppe hochrangiger Abgeordneter des Europäischen Parlaments ein, um objektive Informationen bereitzustellen. Im Bericht „A Tale of Two Cities“ (Eine Geschichte aus zwei Städten) vom Februar 2011 heißt es, dass die zusätzlichen Kosten 180 Millionen Euro und 19.000 Tonnen CO₂ pro Jahr betragen würden. Die Einzelsitz-Kampagne zielt darauf ab, alle Aktivitäten des Europäischen Parlaments nach Brüssel zu verlagern. McMillan-Scott wurde mit dem Preis des Parlamentsmagazins 2012 für einen „Herausragenden Beitrag“ ausgezeichnet, zum Teil für seine Führungsrolle in der Kampagne, die dazu führte, dass eine große Mehrheit der Europaabgeordneten dafür stimmten, dass ihre Regierungen das Thema ansprechen.

## Die Konservative Partei verlassen
Vor den Europawahlen im Juni 1999 waren die britischen konservativen Europaabgeordneten alliierte Mitglieder der Europäischen Volkspartei (EVP). Nach der Wahl verhandelte McMillan-Scott gemeinsam mit dem damaligen Vorsitzenden der Konservativen Partei William Hague, das „Málaga-Abkommen“, das ein losgelösteres Verhältnis zwischen den 36 britischen konservativen Abgeordneten des Europäischen Parlaments und der neu gegründeten Fraktion der Europäischen Volkspartei (Christdemokraten) (EVP) vorsah. Diese Vereinbarung blieb bis zur Europawahl 2009 in Kraft, als die Konservativen die Beziehungen zur EVP abbrachen und Teil der neuen Europäische Konservative und Reformer (EKR) bildeten.
Nach seiner Wiederwahl zum Europäischen Parlament schied McMillan-Scott aus der EVP-Fraktion aus und schloss sich der neuen EKR-Fraktion, gemäß dem Konservativen Manifest zur Wahl an. Er nahm an der Eröffnungssitzung der neuen Gruppe am 24. Juni in Brüssel teil, wo er die Auffassung vertrat, dass es ihm unangenehm sei, wenn einige Mitglieder der Gruppe möglicherweise Verbindungen zu extremistischen Gruppen hätten.
Im Juli 2009 kandidierte McMillan-Scott erfolgreich für die Wiederwahl zum Vizepräsidenten des Europäischen Parlaments gegen den Nominierten der neuen EKR-Gruppe, Michał Kamiński, ein polnischer Abgeordneter der Partei Prawo i Sprawiedliwość (Recht und Gerechtigkeit), nachdem er Kamińskis frühere Verbindungen zu einer extremistischen Gruppe in Polen entdeckt hatte. Daraufhin wurde die konservative Peitsche (Whip) zurückgezogen. McMillan-Scott saß dann als fraktionsloser Abgeordneter (Non-Inscrit) im Europäischen Parlament, doch blieb er Mitglied der britischen konservativen Partei.
Im August 2009 schrieb William Hague einen Brief an McMillan-Scott, in dem er die Website der Konservativen Heimat als „demütigend“ bezeichnete. Im September 2009 wurde McMillan-Scott ohne Vorankündigung und ohne Angabe von Gründen aus der Konservativen Partei ausgeschlossen. Der Doyen der Yorkshire Post schrieb einen verletzenden Angriff mit dem Titel „Own goal as Tories force out a decent man“ (Eigenes Ziel, wie Loyalisten einen anständigen Mann verdrängen). McMillan-Scott legte Berufung ein und gab eine Reihe offener Briefe an seine Wähler heraus. Doch nachdem seine Anwälte erklärt hatten, dass er eine faire Anhörung der Konservativen Partei nicht erwarten könne, schrieb er am 12. März 2010 an David Cameron, in dem er seine Gründe für die Niederlegung seines Berufungsverfahrens darlegte. Die Verunglimpfung von McMillan-Scott durch die Konservative Partei, schloss die Änderung der Wikipedia-Seiten mit ein, in dem Versuch „die peinliche Vergangenheit“ von Michał Kamiński, Vorsitzender des EKR, zu beseitigen. McMillan-Scott sagte, dass sein eigener Artikel auf diese Weise ebenfalls editiert wurde. Ein Artikel, der in der Zeitung The Observer veröffentlicht wurde, berichtet über die am 25. Juni 2009 veröffentlichten Artikel von IP-Adressen, die ihren Ursprung im britischen House of Commons gehabt hätten.

## Fraktionsausschluss 2009 und Parteiübertritt
Nach der Europawahl 2009, bei der McMillan-Scott wiedergewählt wurde, verließen die britischen Konservativen die christdemokratische Fraktion EVP-ED und schlossen sich stattdessen der neu gegründeten rechtskonservativen Fraktion der Europäischen Konservativen und Reformisten (ECR) an. Auch McMillan-Scott nahm am 24. Juni bei der Gründungsveranstaltung der ECR teil, wobei er bereits Kritik an den teils extremen Positionen mancher Fraktionsmitglieder äußerte. Bei der konstituierenden Sitzung des neu gewählten Parlaments trat McMillan-Scott am 14. Juli 2009 als Kandidat für das Amt eines Parlaments-Vizepräsidenten an, obwohl er nicht von der ECR nominiert worden war, die stattdessen den umstrittenen Polen Michał Kamiński vorgeschlagen hatte. Durch die Unterstützung der anderen Fraktionen wurde McMillan-Scott zum Vizepräsidenten des Parlaments gewählt, während Kamiński scheiterte. Unmittelbar darauf wurde McMillan-Scott aus der Fraktion und der Konservativen Partei ausgeschlossen.
McMillan-Scott klagte zunächst vor den parteiinternen Instanzen gegen seinen Parteiausschluss. Am 12. März 2010, kurz vor der entscheidenden Anhörung, gab er jedoch stattdessen seinen Übertritt zu den Liberal Democrats bekannt. Am 18. Mai schloss er sich zudem der Fraktion ALDE an, der die Liberal Democrats angehören.

## Der Aufstieg des Rechts
McMillan-Scott hat sich lange mit dem Totalitarismus beschäftigt; seine Opposition gegen das Sowjetsystem wurde von vielen Konservativen geteilt. Mit dem Übergang zur Demokratie stellte er jedoch fest, dass die konservative Partei die Erweiterung der Europäischen Union zunehmend als ein Mittel zur Zersplitterung der EU ansah. Sie begannen mit dem was McMillan-Scott als rechte Gruppen und Fraktionen in den neuen Demokratien sah, gemeinsame Sache zu machen. McMillan-Scott war durch den Hintergrund seiner Familie alarmiert über das, was er als den Aufstieg des getarnten Extremismus und Formen des Neofaschismus sah. Die Titelgeschichte des TIME-Magazins, nach den Europawahlen von 2009, berichtete, dass Europa eine Rechtskurve genommen habe und über den Anstieg der Rechten in zehn EU-Ländern.
McMillan-Scotts Ablehnung der neuen EKR-Gruppe von David Cameron und sein erfolgreicher Auftritt als unabhängiger Vizepräsident gegen Michał Kamiński, führten schließlich zu seinem Bruch mit der Konservativen Partei.

## Den Liberaldemokraten beitreten
Im März 2010 schloss sich McMillan-Scott den Liberaldemokraten an, da er der Meinung war, dass sie ein geeigneteres Zuhause mit einem Schwerpunkt auf Menschenrechte und einer internationalistischen Agenda bildeten. Die Liberaldemokraten sind Mitglied der Fraktion der Allianz der Liberalen und Demokraten für Europa (ALDE) im Europäischen Parlament, der McMillan-Scott am 17. Mai offiziell beigetreten war. Er wurde im Januar 2012 von den Abgeordneten der Liberalen und Demokratischen Partei Europas und dann von der ALDE-Fraktion als Kandidat für das Amt des Vizepräsidenten nominiert und anschließend erfolgreich wiedergewählt. McMillan-Scott beschrieb die Koalition als „den glücklichsten Moment in meinem politischen Leben: Liberaldemokraten haben die konservativen Extremisten gezähmt“.

## Artikel
- Secret atrocities of Chinese regime, Yorkshire Post, 13. Juni 2006
- Europe must help end forced organ harvesting in China, EP Today, 31. März 2014

## Dokumentarfilme
McMillan-Scott erschien in Transmission 6–10 (2009) und Red Reign: The Bloody Harvest of China’s Prisoners (2013).